# Epicrionops niger
La Cecilia negra (Epicrionops niger) es una especie de anfibios gimnofiones de la familia Rhinatrematidae.
Habita en Guyana, Venezuela, y posiblemente Brasil.
Su hábitat natural incluye bosques secos, montanos secos tropicales o subtropicales, ríos y corrientes intermitentes de agua dulce.